# Trinity Rodman
Trinity Rain Moyer-Rodman (Newport Beach, California, Estados Unidos; 20 de mayo de 2002) es una futbolista estadounidense. Juega como delantera en el Washington Spirit de la National Women's Soccer League de Estados Unidos y en la selección femenina de su país. Es la futbolista más joven en ser elegida en un draft de la NWSL y, a marzo de 2022, la mejor pagada en su liga.

## Biografía
Rodman comenzó a jugar fútbol con SoCal Blues a los diez años. Ganó cuatro campeonatos nacionales en la Elite Clubs National League y su equipo mantuvo una racha invicta de cinco años.
Rodman inicialmente se comprometió a jugar fútbol universitario para UCLA Bruins antes de cambiar de opinión y decidir seguir los pasos de su hermano mayor en el Washington State Cougars. Sin embargo, no jugó ningún partido en la universidad, ya que su temporada de primer año fue cancelada debido a la pandemia de COVID-19.

## Trayectoria
Rodman decidió convertirse en profesional antes de jugar un partido en la universidad. En 2021, fue seleccionada por Washington Spirit en el segundo turno del draft de la NWSL, convirtiéndose en la jugadora más joven en ser elegida en un draft de esta liga.
El 10 de abril de 2021, hizo su debut profesional anotando un gol frente al North Carolina Courage en la NWSL Challenge Cup 2021, tras 5 minutos de haber entrado como substituta.

## Selección nacional

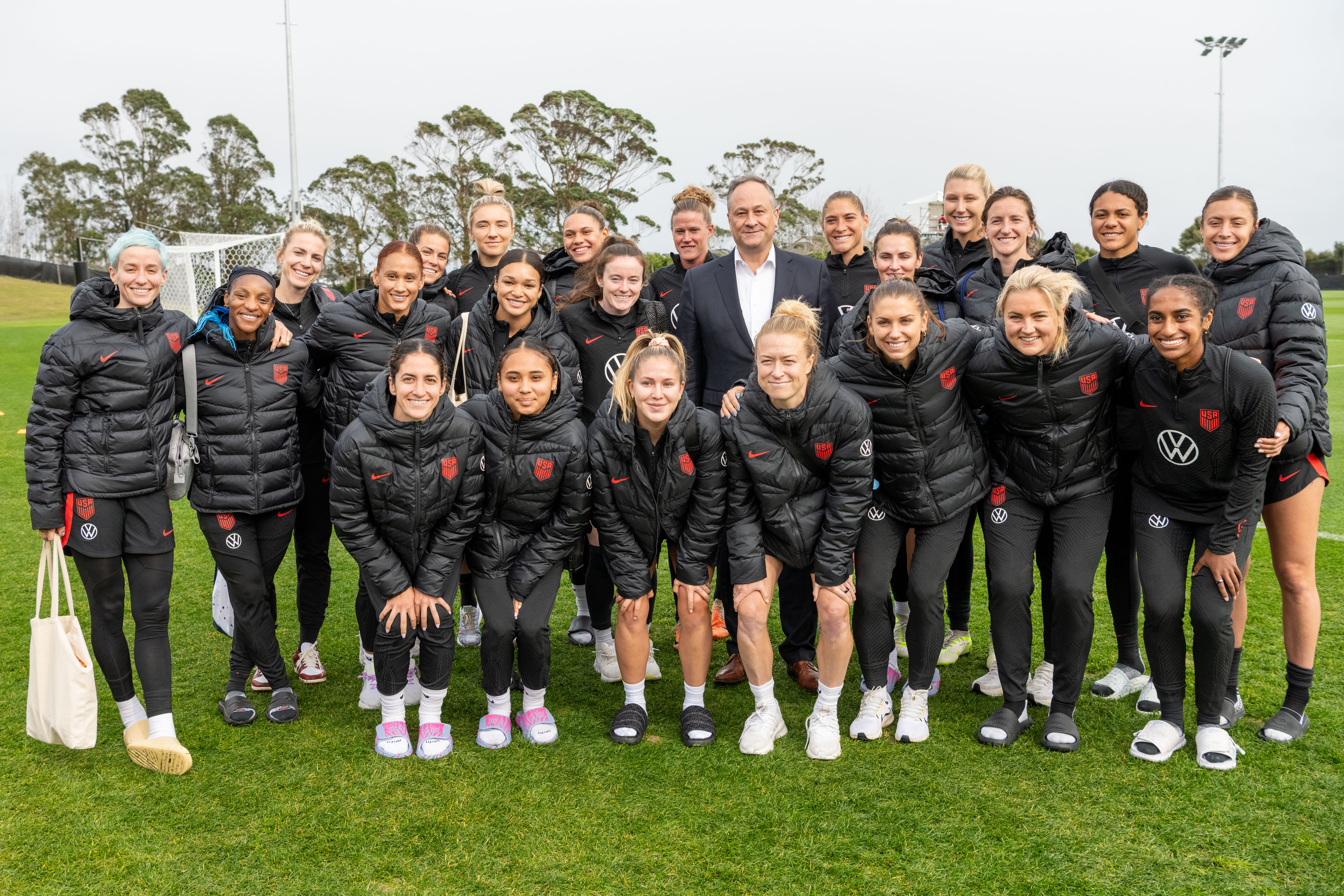
Rodman con la selección de Estados Unidos y el segundo caballero Douglas Emhoff en julio de 2023.

Rodman ha vestido la camiseta de su país en las categorías sub-17, sub-20 y absoluta. Compitió en la Copa Mundial Sub-17 de 2018 en Uruguay, donde jugó 165 minutos y registró una asistencia. En 2020, anotó 9 goles (incluidos 4 contra Honduras y 2 contra México en la final) en el Campeonato Sub-20 de la Concacaf 2020 para llevarse el título con Estados Unidos. Fue nominada para el premio a la Jugadora Joven del Año el mismo año y, si bien no ganó, recibió el galardón al año siguiente.
En enero de 2022, Rodman fue convocada a la selección mayor de Estados Unidos de cara a la Copa SheBelieves 2022 y estrenó su camiseta absoluta el 17 de febrero de ese año, en un empate a cero ante la República Checa en la copa. Su primer gol en el conjunto mayor llegó en abril de 2022, en un amistoso contra Uzbekistán, su tercera aparición en la selección nacional. En junio de 2022, fue convocada para disputar el Campeonato de la Concacaf de 2022.
Tras ser convocada a la Copa Mundial de 2023 y durante un amistoso contra Gales previo a la cita mundialista, anotó el doblete de la victoria por 2-0 después de sustituir a Alex Morgan en el minuto 46. Nombrada Jugadora del Partido, Rodman es la futbolista más joven en marcar un doblete en la historia de la selección estadounidense. El entrenador Vlatko Andonovski describió su segundo gol como «de clase mundial».
Rodman debutó en la Copa del Mundo durante el primer partido de la fase de grupos contra Vietnam, una victoria por 3-0.

## Estadísticas

### Clubes
| Club              | País           | Año             |
| ----------------- | -------------- | --------------- |
| Washington Spirit | Estados Unidos | 2021 - presente |

## Palmarés

### Títulos internacionales
| Título                             | Equipo         | Sede           | Año  |
| ---------------------------------- | -------------- | -------------- | ---- |
| Campeonato Femenino de la Concacaf | Estados Unidos | México         | 2022 |
| Copa Oro Femenina de la Concacaf   | Estados Unidos | Estados Unidos | 2024 |
| Juegos Olímpicos                   | Estados Unidos | Paris          | 2024 |

(*) Incluyendo la Selección

### Distinciones individuales
| Distinción                                 | Año  |
| ------------------------------------------ | ---- |
| Novata del Año de la NWSL                  | 2021 |
| Mejor Once de la NWSL                      | 2021 |
| Futbolista Joven del Año en Estados Unidos | 2021 |

## Vida personal
Rodman es hija del exbasquetbolista Dennis Rodman.
Rodman es la actual pareja del tenista Ben Shelton.

## En la cultura popular
Rodman apareció en la portada de junio de 2023 de Sports Illustrated junto con sus compañeras de selección Rose Lavelle, Alex Morgan y Sophia Smith.
Coprotagonizó un comercial de televisión de adidas en junio de 2023 junto a Candace Parker y Patrick Mahomes llamado "El mejor jugador de fútbol". En julio de 2023, coprotagonizó un comercial de Degree con Sam Kerr y Estefania Banini.